# アナスタシア倶楽部
『アナスタシア倶楽部』（アナスタシアくらぶ）は、さいとうちほによる日本の漫画作品。

## 概要
『プチフラワー』（小学館）にて2001年5月号から2002年5月号まで連載され、同誌が『月刊フラワーズ』にリニューアルされ、2002年6月号から2003年2月号・7月号・8月号まで連載された。中途半端な状態で終わっていたが、その後、『月刊flowers増刊 凛花』で「続・アナスタシア倶楽部」として創刊号から全3回連載され完結した。
単行本は『アナスタシア倶楽部』として全4巻、『続・アナスタシア倶楽部』として全1巻が刊行されている。
作者は本作以外にも、宝塚歌劇団原作の「彷徨のレクイエム」を漫画化しており、アナスタシアを扱うのは2度目である。

## あらすじ
骨董屋を営んでいた祖父の目利きの力を余すところなく引き継いだ美少女・椿カムイ。
オークション会場から、出品予定だった人骨が消え、後日、カムイの元を皇女アナスタシアの子孫を自称する瀬名卓斗という男が訪れ、自分との血縁関係をカムイに証明してほしいと依頼してくる。

## 登場人物
椿 カムイ（つばき カムイ）
世華（せいか）大学高等部1年生。身長145cmと小柄で童顔のため、しばしば小学生に間違われるが「小さい」と言われるのを最も嫌う。
幼い頃に母親が亡くなり、父親も仕事で忙しかったため、「骨董屋 椿」を営み天才鑑定士と謳われた祖父・十五郎に育てられた。その祖父も亡くなり、店を閉めようとした矢先に瀬名が来店し、鑑定を請け負うことになる。資格は無いが、幼い頃から祖父の側で吸収してきた膨大な知識と正確な鑑定技術と目利きの力を持ち、鑑定士としての資質は抜群である。続編では大学へ進学する。
瀬名 卓斗（せな たくと）
世華大学2年生。自称・皇女アナスタシアのひ孫。瞳の色はインディゴ・ブルー。ニコライ2世がアナスタシアに遺したインペリアル・イースター・エッグを持っている。
父親がアナスタシアの子孫のロシア人外交官、母親は日本人。母と母方の祖母が亡くなるまで日本で育ち、その後はロシアの寄宿バレエ学校に入り、特待生になった。父の死後、父の正妻から父が他の女性との間にも子どもを作っていたことを聞かされ失望し、放浪生活を送った。
大日向（おおひなた）
世華大学部私的鑑定機関「大日向研究所」の所長。瀬名の依頼をきっかけに研究所の名を「アナスタシア倶楽部」と改める。
墨 雷介（すみ らいすけ）
世華大学生。ニコライ2世のひ孫を自称する。自分もニコライ2世のインペリアル・イースター・エッグを持っていると主張し、瀬名が持っているエッグは偽物だと断じる。
後に祖母から、皇帝の子孫であるという話はロシア人とのハーフだった祖父の作り話であることを聞かされショックを受ける。双子の弟がおり、2人からは「ライスちゃん」と呼ばれる。ロシアへ行った時には幾度もラスプーチンに乗り移られる。
星羅・レオーノワ（せいら・レオーノワ）
世華大学3年生。自称・瀬名のガールフレンド。童話に出てくるお姫様のような美人。読唇術を備えている。イリア・ミハイロビッチの通訳を務める。
ミハイロビッチ皇女
ロマノフ王家の分家、ミハイロビッチ家の皇女。母親はニコライ2世の末の妹で、アナスタシアは従姉に当たる。
イリア・ミハイロビッチ
ミハイロビッチ皇女の一人息子。ロシアン・マフィアの一員。
ウラジミール・ダミドフ
天才バレエダンサー。チャイコフスキーの妹・アレクサンドラの子孫。有力なパトロンだったイリア・ミハイロビッチが死んだのは瀬名のせいだと思っており、殺したいほど憎んでいる。瀬名は同じバレエ学校の上級生だった。
桜尉 葉一郎（さくらい よういちろう）
続編から登場。世華大学経済学部1年生。父親はロシア人、母親が日本人。金策のために質に入れた、父が母に送ったティアラが質に流れてしまったため見つけて欲しいとカムイに頼む。瀬名の異母弟であることが判明する。
ミハイル・ステファノビッチ・マレンコフ
瀬名と葉一郎の父親。アナスタシア皇女の孫。政府高官の娘と結婚し出世コースを歩んだ。正妻との間には子はいない。ソビエト大使館駐在員として来日した時に、ロシア語学科の学生だった瀬名の母親と恋に落ちた。
マリーヤ・マレンコフ
ミハイルの正妻。夫の死後、愛人の子である卓斗に親子としての権利を放棄するよう迫った。
ドミトリー・ザハロフ
ロシア政府高官。瀬名が放浪生活を送っていた頃に金のために肉体関係を持った。少年売春の斡旋をしている。

## 番外編
アナスタシア倶楽部 番外編 匂いを嗅いだ少女
『月刊フラワーズ』2005年10月号ふろく
祖父の荷物の整理中、「嗅ぐと願ひのかなふ壺」を見つけたカムイはその匂いを嗅ぐ。「胡蝶の夢」の荘子と胡蝶を、カムイとトラに置き換えた物語。

## 書誌情報
さいとうちほ 『アナスタシア倶楽部』
- 単行本（小学館〈フラワーコミックス〉全5巻）
  1. 2002年01月26日発売、ISBN 4-09-135284-7
  2. 2002年06月26日発売、ISBN 4-09-135285-5
  3. 2003年03月26日発売、ISBN 4-09-135286-3
  4. 2003年12月19日発売、ISBN 4-09-135287-1
  5. 『続・アナスタシア倶楽部』 2008年5月26日発売、ISBN 978-4-09-131685-1
- 文庫版（小学館〈小学館漫画文庫〉全3巻）
  1. 2010年8月12日発売、ISBN 978-4-09-191108-7
  2. 2010年8月12日発売、ISBN 978-4-09-191109-4
  3. 2010年9月15日発売、ISBN 978-4-09-191110-0、巻末エッセイ：真梨幸子